# Excirolana monodi
Excirolana monodi là một loài chân đều trong họ Cirolanidae. Loài này được Carvacho miêu tả khoa học năm 1977.